# Верхние Нерюнгри
Ве́рхние Нерю́нгри (Верхняя Нерюнга, якут. Үөһээ Нөөрүҥрүү) — река, левый приток Чульмана, протекает по территории Нерюнгринского района Якутии в России. Длина реки — 40 км.

## Описание
Верхние Нерюнгри начинается на высоте около 1360 м над уровнем моря севернее кряжа Зверева. В верховье и низовье течёт преимущественно на восток, в среднем течении — на юго-восток. На северной окраине города Нерюнгри впадает в Чульман на высоте 699 м над уровнем моря.
Притоки (от истока): Болотистый (правый), Налдын (левый), Ниречи (правый), Солокит (левый).

## Данные водного реестра
По данным государственного водного реестра России относится к Ленскому бассейновому округу, речной бассейн реки — Лена, речной подбассейн реки — Алдан, водохозяйственный участок реки — Алдан от водомерного поста г. Томмот до впадения реки Учур.
Код объекта в государственном водном реестре — 18030600212117300004773.